# Hiroim
Hiroim il disonorato, è un personaggio dei fumetti creato da Greg Pak (testi) e Carlo Pagulayan (disegni), pubblicato dalla Marvel Comics. È comparso per la prima volta in The Incredibile Hulk (terza serie) n. 92 (aprile 2006), durante la saga Planet Hulk.

## Biografia del personaggio

### Planet Hulk
Di Hiroim il disonorato è un esponente della variante della razza che prevaleva su Sakaar, il Popolo Ombra, nonché un prete che venne espulso dal suo ordine essendo stato considerato blasfemo ritenendosi lui il vero figlio di Sakaar, colui che avrebbe riportato la pace.
In seguito venne scelto per essere la fedele guardia del corpo dell'Imperatore Rosso, per rispettare l'alleanza tra il Popolo Ombra e l'Impero, ma quando l'imperatore gli ordinò di uccidere il suo figlioletto adolescente lui si rifiutò.
Per avere rotto il patto venne condannato e quindi marchiato con un disco di controllo e portato alla Fauce, una scuola per gladiatori, dove incontrò i suoi futuri alleati, i Fratelli di guerra, tra cui Hulk, poi chiamato Sfregio Verde in seguito a un combattimento nell'arena di Crown City assieme a Hiroim, gli altri Fratelli di guerra e ad altri gladiatori, al quale assistette anche lo stesso Re Rosso e la sua guardia del corpo Caiera.
Dopo aver affrontato varie prove ed essere fuggiti dal controllo dell'Imperatore grazie al Selvaggio Argentato, Hiroim convinse Hulk ad andare a chiedere aiuto agli anziani ombra per spodestare l'Imperatore, anche per far riconoscere il Gigante di Giada come il salvatore di Sakaar che tanto il Popolo Ombra aveva decantato. Hiroim e Caiera, entrambi esponenti del Popolo Ombra, riuscirono a far sottoporre Hulk alle prove, che lui fallì, e in seguito lo aiutarono ad avere un'udienza dai padri degli Spike, creature che divoravano tutto ciò che era organico.
Poco tempo dopo la disfatta dell'Imperatore, il pianeta venne distrutto da una esplosione generata dalla navicella da cui era arrivato Hulk. Conscio di chi era la colpa, Hiroim andò con Hulk e i Fratelli di guerra per combattere gli eroi della Terra e vendicare le morti del suo popolo.

### World War Hulk
Durante il viaggio verso la Terra Hiroim insegna allo Sfregio Verde a catalizzare la propria rabbia, permettendogli di sfruttare al meglio le tecniche di combattimento apprese su Sakaar.
Durante l'attacco a Manhattan, Hiroim viene in aiuto di Hulk assieme ai Fratelli di guerra combattendo i Vendicatori. Hiroim affronta e sconfigge Luke Cage durante lo scontro e in seguito si dirige con Elloe Kaifi verso la casa del Dottor Strange, un membro degli Illuminati, colpevoli di aver esiliato Hulk nello spazio. I due affrontano e sconfiggono Pugno d'acciaio, Ronin e Echo. Hiroim perde poi il braccio sinistro durante lo scontro col Dottor Strange fuso con il demone Zom.

## Poteri e abilità
Oltre ad essere un eccellente guerriero, addestrato nell'uso di molte armi bianche, Hiroim ha acquisito la capacità di diventare duro e resistente come la roccia al seguito della morte di tutto il suo popolo, infatti i poteri di tutto il popolo ombra sono confluiti in un unico individuo, Hiroim, appunto; ciò lo rende capace anche di compiere incantesimi che interferiscono con quelli del Dottor Strange e anche di resistere a colpi molto potenti, come quelli sferrati da Pugno d'Acciaio.

## Altri media

### Animazione
Hiroim compare in Planet Hulk.

### Televisione
Hiroim compare in un episodio di Hulk e gli agenti S.M.A.S.H..